# 2016年10月臺灣
| << | 2016年10月 （民國105年） | >> |    |    |    |    |
| \| 日 \| 一 \| 二 \| 三 \| 四 \| 五 \| 六 \| \| \| \| \| \| \| \| 1 \| \| 2 \| 3 \| 4 \| 5 \| 6 \| 7 \| 8 \| \| 9 \| 10 \| 11 \| 12 \| 13 \| 14 \| 15 \| \| 16 \| 17 \| 18 \| 19 \| 20 \| 21 \| 22 \| \| 23 \| 24 \| 25 \| 26 \| 27 \| 28 \| 29 \| \| 30 \| 31 \| \| \| \| \| \| |                          |    |    |    |    |    |
| 臺灣新聞動態／維基新聞 |                          |    |    |    |    |    |
| 世界／中国大陆／臺灣 |                          |    |    |    |    |    |
| 日 | 一                       | 二 | 三 | 四 | 五 | 六 |
| |                          |    |    |    |    | 1  |
| 2 | 3                        | 4  | 5  | 6  | 7  | 8  |
| 9 | 10                       | 11 | 12 | 13 | 14 | 15 |
| 16 | 17                       | 18 | 19 | 20 | 21 | 22 |
| 23 | 24                       | 25 | 26 | 27 | 28 | 29 |
| 30 | 31                       |    |    |    |    |    |

## 10月1日
- 中華民國總統兼民主進步黨主席蔡英文在「總統直選20周年學術研討會」宣布，每週將親自召開一次由總統府、行政院、民進黨立法院黨團、民進黨地方執政代表及民進黨中央黨部等執政團隊重要幹部組成的「執政決策協調會議」，藉以整理、協調並整合決策機制，協商和確認重要政務及政策的議題方向與節奏，使決策更有效率[1]。

## 10月3日

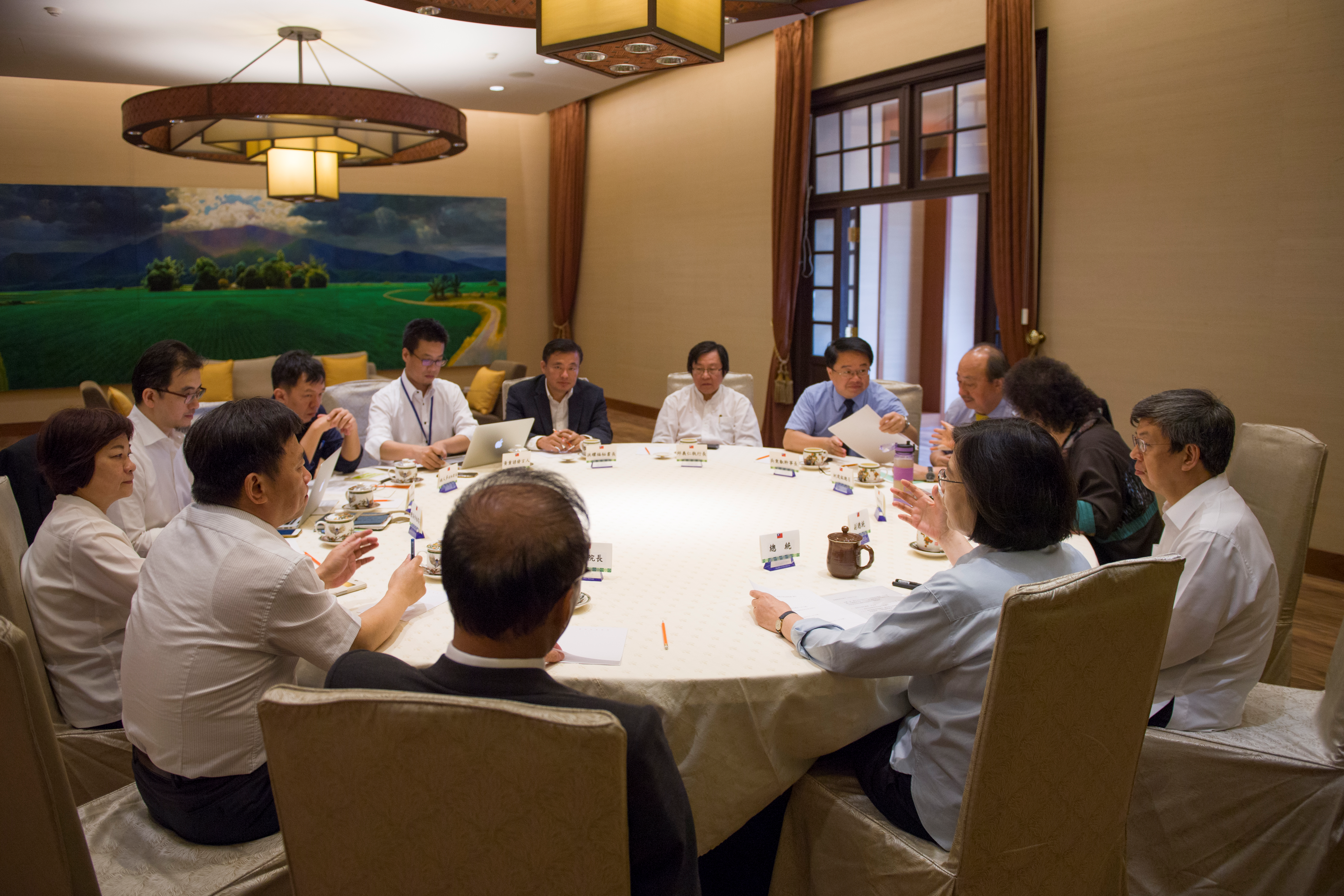
蔡英文召開首次「執政決策協調會議」

- 蔡英文在總統府召開首次「執政決策協調會議」。
- 集遊惡法修法聯盟等團體聚集於立法院前抗議，要求立法院內政委員會民主進步黨籍召集委員趙天麟與蔡英文政府廢除《集會遊行法》箝制集會遊行自由的「強制排除」和「禁制區」條款。集遊惡法修法聯盟成員鄭仲皓說，蔡英文政府執政後，民主進步黨立法院黨團對《集會遊行法》修法的態度大轉彎，民主進步黨立法委員顧立雄、尤美女、陳其邁紛紛表示贊成保留此兩項條款，令人懷疑民主進步黨從未真正想要實踐轉型正義還給人民集會遊行自由。抗議團體並在立法院前演出行動劇諷刺，號稱「人權律師」的顧立雄進入不當黨產處理委員會以後，就放棄原本修改《集會遊行法》的主張，只想實現針對中國國民黨的轉型正義，卻忘了《集會遊行法》的轉型正義[2]。

## 10月4日
- 工業技術研究院舉辦「奈米技術國際論壇暨產品展示會」，推出一系列奈米技術應用與產品開發展示。其中一項為，回收廢棄液晶面板，將其分離出液晶、銦和玻璃，並改質為「玻璃奈米孔洞吸附材料」。若依臺灣每年都能回收600公噸的狀況來看，估計產出上看新臺幣數億元的商機[3]。

## 10月5日
- 立法院社會福利及衛生環境委員會舉行包括一例一休、砍七天假在內的《勞動基準法》修正草案共七案初審，民進黨立法委員陳瑩擔任召集委員，陳瑩在會議召開一分鐘內就直接宣布通過初審，被批評是「一分瑩」[4][5][6]。勞團得知砍假案通過審查後，在立法院群賢樓外怒批蔡英文政府「承擔資方利益，出賣工人權益」，然後前往立法院門口丟擲雞蛋，表示蔡英文政府已經「點亮」全台怒火，誓言將凝聚工人力量發起更大規模的抗爭以防止砍假案輕易通過二讀[7]。

## 10月6日
- 《台灣蘋果日報》即時新聞獨家披露讀者提供的本月5日蔡英文寫給鄰居的道歉信，信中批評本月5日清晨勞工團體到她住處抗議是「脫序行為」。蔡英文在信中指出，陳情人士造成大家的困擾，影響居家安寧，導致鄰居不便，她向大家致上歉意；她將請總統府促請承包商加緊趕工讓她早日進住總統官邸，避免類似事件再度發生。參與抗議的2016工鬥連線成員盧其宏批評，蔡英文的說法「可惡」，因為蔡英文要硬幹砍掉勞工的7天國定假日，「是她要硬幹砍假，她才是脫序行為」。總統府回應，此信是本月5日蔡英文寫給社區鄰居的信函，主要是因為本月5日清晨部分民眾的抗議行動為社區民眾帶來相當困擾，包括情緒激動的抗議人士阻擋車輛進出、甚至撲身拍打車輛，不少社區民眾紛紛提出抗議；蔡英文身為社區成員，對此感到相當過意不去，特別致函向鄰居們表達歉意[8]。
- 台東縣外海晚間23點52分發生芮氏規模6.2的地震，最大震度5級，全臺皆有震感。[9]
- 二部一院（教育部、科技部國家實驗研究院國家高速網路與計算中心與中央研究院）建置的「100G教育學術研究骨幹網路」正式啟用，將可望紓解現有網路頻寬壅塞情形，亦透過新網管技術達到更高效能、高可用度及動態頻寬調度的網路服務[10]。

## 10月7日
- 不當黨產處理委員會召開首場聽證會，將認定中央投資公司與欣裕台公司是否為中國國民黨附隨組織；國民黨指派證人之一的雲林科技大學科技法律研究所教授吳威志不滿黨產會委員連番壓迫式逼問，退席抗議；隨即接受詢問的中國國民黨行政管理委員會主任委員邱大展被問到與本日爭點無關的齊魯企業，他說，齊魯企業的資料太多且年代久遠、還包含了中華民國青島市政府的地政資料，如果黨產會需要，他可以交出來，因為這筆財產已經被中國共產黨用不法手段拿走了，麻煩黨產會向中國共產黨討回來[11]。

## 10月8日
- 中華民國105年國慶大會預演，開放民眾參觀，為國慶大會預演首例。

## 10月10日
- 中華民國105年國慶大會。
- 臺北市立動物園元老級無尾熊「派翠克」逝世。

## 10月12日
- 不滿立法院社會福利及衛生環境委員會在短短1分鐘內初審通過砍除勞工七天國定假日的《勞動基準法》修正案，各大學教授王金壽、林佳和、林昱瑄、林敏聰、林瓊珠、吳豪人、邱羽凡、邱毓斌、徐偉群、翁裕鋒、張鑫隆、陳宜倩、陳尚志、陳俊宏、陳政亮、黃厚銘、黃涵榆、楊佳羚、管中祥、劉梅君、劉靜怡共21人發起連署，認為民進黨此舉嚴重破壞民主審議的立法體制，「嚴厲譴責民進黨此次反民主的粗暴作法」，要求本案應回到立法院社福衛環委員會重新審議[12]。

## 10月13日
- 徐自強案，中華民國最高法院判決徐自強無罪確定。

## 10月16日
- 台中鐵路高架化第一階段完工通車，改建成高架車站的豐原車站、潭子車站、太原車站、臺中車站、大慶車站隨之啟用[13]。

## 10月17日
- 蔡英文前往泰國貿易經濟辦事處悼念泰國國王蒲美蓬逝世，在留言簿上以英文留言，最後署名「Ing-wen Tsai, President, Republic of China（TAIWAN）, Oct.17.2016」〔蔡英文，中華民國（台灣）總統，2016年10月17日〕；但媒體發現，蔡英文把泰國的英文「Thailand」拼錯為「Tailand」。中華民國外交部部長李大維表示，這種筆誤他自己也會發生，絕對不是故意[14]。

## 10月18日
- 交通部中央氣象局及區域專責氣象中心（RSMC）日本氣象廳依據衛星觀測數據，原強度為「中度颱風」等級的海馬颱風，中心強度已於本日凌晨2時達到「強烈颱風」的標準[15]，瞬間陣風風速高達17級[16]。

## 10月19日
- 泰國貿易經濟辦事處官員赴三立電視，向三立新聞台代表遞交聲明稿，抗議三立新聞台不斷以不實資訊報導泰國王室成員及泰國王位繼承過程。三立新聞台代表對此致歉，三立新聞台擬將此類相關新聞從網站移除[17]。
- 中華民國公平交易委員會第1302次委員會議決議，三家有線電視頻道代理商凱擘、全球數位媒體、佳訊視聽就其代理頻道2016年度授權，分別給予新進及跨區有線電視系統經營者及其競爭者不同交易條件，屬無正當理由之差別待遇行為，違反《公平交易法》第20條第2款，故分別裁處罰鍰新臺幣4100萬元、新臺幣4000萬元、新臺幣4500萬元，並命令上列三家公司自處分書送達之次日起一個月內改正違法行為[18]。

## 10月27日
- 針對週休二日修法爭議，立法院衛環委員會為了確認上次會議議事錄，爆發立委推擠衝突，黃國昌批民進黨讓立法院成為殺戮戰場。[19][20][21]